# تاريخ القانون الدولي
يفحص تاريخ القانون الدولي تطور القانون الدولي العام في ممارسات الدولة والفهم التصوري. تطور القانون الدولي الحديث من عصر النهضة في أوروبا وتداخل بشدة مع تطور التنظيم السياسي الغربي في ذلك الوقت. إن تطور المفاهيم الأوروبية للسيادة والدول القومية يستلزم تطوير أساليب للعلاقات بين الدول ومعايير للسلوك، ما سيضع أسس ما سيصبح قانونًا دوليًا. ومع ذلك، في حين يمكن إرجاع أصول النظام الحديث للقانون الدولي إلى 400 عام، فإن تطور المفاهيم والممارسات التي من شأنها أن تدعم هذا النظام يمكن إرجاعه إلى السياسات والعلاقات التاريخية القديمة التي تعود إلى آلاف السنين. اشتقت مفاهيم مهمة من الممارسة بين دول المدن اليونانية ومفهوم القانون الروماني، الذي ينظم الاتصالات بين المواطنين الرومان والشعب غير الروماني. ومع ذلك، لم تكن هذه المبادئ عالمية. في شرق آسيا، لم تكن النظرية السياسية قائمة على المساواة بين الدول، بل على السيادة الكونية لإمبراطور الصين.

## التاريخ المبكر
يمكن إرجاع المفاهيم الأساسية للقانون الدولي مثل المعاهدات إلى آلاف السنين. تشمل الأمثلة المبكرة للمعاهدات نحو عام 2100 قبل الميلاد،اتفاقية بين حكام ولايتي لكش والأمة في بلاد ما بين النهرين، منقوشة على كتلة حجرية، ووضع حدًا محددًا بين دولتيهما. نحو 1000 قبل الميلاد، وقعت اتفاقية بين رمسيس الثاني ملك مصر وملك الحثيين لتأسيس «سلام وأخوة أبديين» بين بلديهما: التعامل مع احترام أراضي كل منهما وإقامة شكل من أشكال التحالف الدفاعي. شكل الإغريق القدماء قبل الإسكندر الأكبر العديد من الدول الصغيرة التي تتفاعل باستمرار. في السلم والحرب، تطورت ثقافة بين الدول حددت قواعد معينة لكيفية تفاعل هذه الدول. لم تنطبق هذه القواعد على التفاعلات مع الدول غير اليونانية، لكن فيما بينها كان المجتمع الدولي اليوناني يشبه في بعض النواحي المجتمع الدولي الحديث. لم تطور الإمبراطورية الرومانية قانونًا دوليًا، إذ تصرفت دون اعتبار لأي قواعد خارجية في تعاملاتها مع تلك الأراضي، التي لم تكن بالفعل جزءًا من الإمبراطورية. ومع ذلك، فقد شكل الرومان قوانين بلدية تحكم التفاعلات بين المواطنين الرومان والأجانب. هذه القوانين، التي تسمى قانون الجنتيوم -على عكس القانون المدني الذي يحكم التفاعلات بين المواطنين- يقنن بعض الأفكار الأساسية للعدالة، وينسب بعض القواعد إلى «قانون طبيعي» موضوعي ومستقل. لقد نجت أفكار قانون الشعوب هذه المتعلقة بالإنصاف والقانون الطبيعي، وهي تنعكس في القانون الدولي الحديث.
تعتبر مبادئ الشريعة الإسلامية المبكرة المتعلقة بالسلوك العسكري ومعاملة أسرى الحرب في عهد الخلافة المبكرة سلائف للقانون الإنساني الدولي. وتضمنت المتطلبات العديدة المتعلقة بكيفية معاملة أسرى الحرب، مثلًا، توفير المأوى والطعام والملبس، واحترام ثقافاتهم، ومنع أي أعمال إعدام أو اغتصاب أو انتقام. لم تدون بعض هذه المبادئ في القانون الدولي الغربي حتى العصر الحديث. قامت الشريعة الإسلامية في عهد الخلافة المبكرة بإضفاء الطابع المؤسسي على القيود الإنسانية على السلوك العسكري، متضمنًا محاولات الحد من شدة الحرب، ومبادئ توجيهية
لوقف الأعمال العدائية، والتمييز بين المدنيين والمقاتلين، ومنع التدمير غير الضروري، ورعاية المرضى والجرحى.

## الدول القومية
بعد سقوط الإمبراطورية الرومانية وانهيار الإمبراطورية الرومانية المقدسة إلى مدن وإمارات وممالك وأمم مستقلة، ظهرت لأول مرة حاجة حقيقية إلى قواعد السلوك بين مجتمع دولي كبير. دون إمبراطورية أو قيادة دينية مهيمنة للتعامل الدولي المعتدل والمباشر، نظرت معظم أوروبا إلى قانون جستنيان من الإمبراطورية الرومانية، والقانون الكنسي للكنيسة الكاثوليكية.